# A negyedik jégkorszak
A negyedik jégkorszak (第四間氷期, Daiyon kampyōki) Abe Kóbó regénye. A regény először a Szekai című folyóiratban jelent meg 9 hónapon át folytatásokban 1958-59-ben. Magyarul a Kozmosz Fantasztikus Könyvek sorozatban jelent meg 1969-ben Karig Sára fordításában.

## Történet
|  | Alább a cselekmény részletei következnek! |

Legeza Ilona könyvismertője szerint: "Hőse, Kacumi professzor egy japán kutatóintézetben sajátos gondolkozógépen dolgozik, mely képes a jövőt megmutatni. Izgalmas fordulatok után derül ki, hogy közvetlen munkatársai nem egyszerű jóslásra használták fel a gépet, s egy hatalmas, az egész országot átfogó titkos szervezet emberei. A szervezet – abból az elképzelésből kiindulva, hogy a jövőben mindent tenger fog borítani – szörnyű kísérleteket folytat. Állatokat, de főképpen az állapotos nőktől megvásárolt hathetes embriókat különleges módszerrel nevelnek fel, s a mutáció lehetőségeit felhasználva a vízi életmódra alkalmas kopoltyúval rendelkező élőlényekké tenyészti ki őket. A munkatársak a jövőbe látó géppel bemutatják a professzornak a már tengerrel teljesen elborított földet, a vízi élőlények világát, életmódját. Közöttük van a professzor fia is, akit éppen a történet kezdetén vásároltak meg feleségétől a szervezet emberei."
|  | Itt a vége a cselekmény részletezésének! |

## Megjelenések

### japán nyelven
1. Day Yon Kanpyo-ki, 1959

### magyarul
1. A negyedik jégkorszak. Tudományos-fantasztikus regény; oroszból ford., életrajz Karig Sára, utószó Gánti Tibor; Móra, Bp., 1969 (Kozmosz fantasztikus könyvek)
2. A negyedik jégkorszak, Palatinus eXtrém könyvek, Új Palatinus Könyvesház, Budapest, 2008, ford. Karig Sára

### angol nyelven
1. Inter Ice Age 4, Alfred A. Knopf Inc., 1970, New York[2]
2. Inter Ice Age 4, Knopf & SFBC, 1971, ford. E. Dale Saunders[2]
3. Inter Ice Age 4, Charles E Tuttle Company, Inc., 1971, Tokio, ford. E. Dale Saunders
4. Inter Ice Age 4, Berkley Medallion, 1972[2]
5. Inter Ice Age 4, Perigee Trade, 1981
6. Inter Ice Age 4, Charles E Tuttle Company, Inc., 1989, Tokio, 5th printing, ford. E. Dale Saunders